# インビクタ

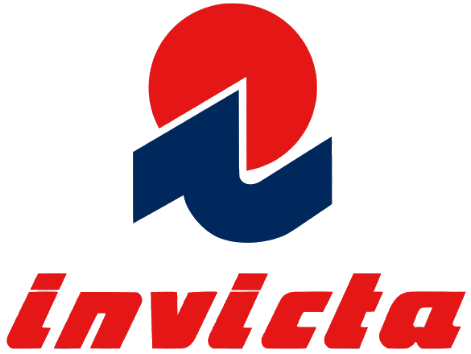

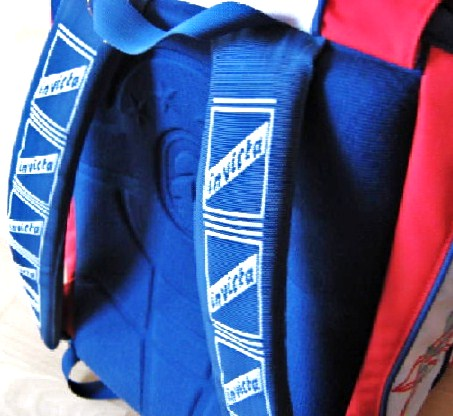
インビクタ

インビクタ（Invicta）は、イタリア・トリノの鞄のメーカーである。
イタリアでは小学生になるとリック型の鞄を購入するものが多く、まるで日本のランドセル並みに普及していてスクールバッグとして御馴染みのブランド。カラフルな色使いが特徴のナイロン製の鞄である。各種サイズがあるために、小学生を問わず大学生、社会人など多くの人々に利用されているの国民的バッグである。

## 歴史
- 1906年 - 創業